# Argyrotome subinquinata
Argyrotome subinquinata är en fjärilsart som beskrevs av Paul Dognin 1913. Argyrotome subinquinata ingår i släktet Argyrotome och familjen mätare. Inga underarter finns listade i Catalogue of Life.